# Södermanlands runinskrifter 253
Södermanlands runinskrifter 253 är en försvunnen vikingatida runsten som funnits i Vansta, Ösmo socken och Nynäshamns kommun. Stenen har eftersökts många gånger men är endast känd från Richard Dybecks anteckningar och han är också den enda som avbildat stenen.

## Inskriften
Translitterering av runraden:
[kitilfast- × auk × ranfastr × auk × sigfastr × litu × kiara × mirki × at × þork-... faþur sin]
Normalisering till runsvenska:
Kætilfast[r] ok ʀagnfastr ok Sigfastr letu gærva mærki at Þork.../Þorg..., faður sinn.
Översättning till nusvenska:
Kättilfast och Ragnfast och Sigfast lät göra minnesmärket efter Tor-..., sin fader.